# Mejdouretchensk
Mejdouretchensk (en russe : Междуреченск, ce qui signifie « entre les rivières ») est une ville minière de l'oblast de Kemerovo, en Russie. Sa population s'élevait à 96 299 habitants en 2020.

## Géographie
Mejdouretchensk est située au confluent des rivières Tom et Oussa, au sud de la Sibérie occidentale, à 60 km à l'est de Kemerovo.

## Histoire
La ville occupe l'emplacement d'un camp de mineurs, baptisé Oljeras, fondé en 1948 pour permettre l'exploitation d'une mine de charbon. L'agglomération acquit le statut de ville en 1955. Mejdouretchensk est située au milieu du grand gisement de charbon du Kouzbass et comprend quatre mines dont la mine Raspadskaïa, la plus grande de Russie. La majorité de l'activité de la ville est liée à l'extraction ou à la transformation de charbon. La réserve naturelle de l'Alataou de Kouznetsk se trouve aux environs.

## Climat
La température moyenne annuelle est de −0,1 °C. La température moyenne annuelle en janvier est de −25 °C, celle de juillet de 18 °C. La température minimum absolue est de −48 °C, la température maximum absolue est de 39 °C. La durée sans gel est en moyenne de 107 jours par an. La vitesse moyenne annuelle du vent est de 2,9 m/s.
La région est relativement humide, car les précipitations vont de 750 à 1 400 mm/an. Les premières neiges tombent début novembre (en octobre en montagne). L'enneigement moyen est de 160 jours.

## Population
Recensements ou estimations de la population
| 1959*  | 1970*  | 1979*  | 1989*   | 2002*   |
| ------ | ------ | ------ | ------- | ------- |
| 54 513 | 81 739 | 91 226 | 107 014 | 101 987 |

| 2010*   | 2012    | 2013   | 2014   | 2015   |
| ------- | ------- | ------ | ------ | ------ |
| 101 678 | 100 725 | 99 809 | 98 895 | 98 831 |

| 2016   | 2017   | 2018   | 2019   | 2020   |
| ------ | ------ | ------ | ------ | ------ |
| 98 734 | 97 895 | 97 060 | 96 159 | 96 299 |

## Transports
Mejdouretchensk est située sur la voie ferroviaire reliant Abakan à Novokouznetsk. Un train électrique la relie à Krasnoïarsk. Des lignes d'autocar relient la ville à Novokouznetsk, Kemerovo, Tachtagol et Tomsk.

## Tourisme
Mejdouretchensk possède non seulement deux rivières d'eau pure, mais également des montagnes où il est possible de faire du ski, comme celles des Dents Aériennes (Podnebesnye Zoubia) à soixante kilomètres, ou du rafting l'été, un peu plus loin, sur la rivière Kazyr. Les touristes se baignent l'été dans la Tom ou l'Oussa. Il existe deux maisons de vacances pour touristes (sanatorium en russe) de respectivement 150 lits et 220 lits, ainsi que plusieurs bases touristiques.